# 八部合音
祈禱小米豐收歌（Pasibutbut）是一首臺灣原住民布農族傳統祭典音樂，常被稱為八部合音，但並非聲樂中的八部，而是四部合唱曲，因為出現泛音而聽起來像是有八部有。祈禱小米豐收歌僅流傳於布農族巒社群和郡社群當中。根據根據吳榮順的研究，歌聲開始只有四部合音（mabungbung、maidadu、mandaza以及mahosngas），當獻唱群聲音在到達自然泛音大三和弦的位置前，聲譜儀分析中可以看到八部的效果。
1952年，由日本學者黑澤隆朝向聯合國教科文組織提出，因此得以於國際上名聲大噪。

## 特徵
雖然名為八部，實際人數並非限於八人，可增加至十二人，以人聲方式發出韻母聲進行和聲。這首歌演唱時，六至十二位男子（偶數）手環著手圍成一個圓圈，用單口腔喉音加上多聲部和音的唱法，歌詞全以無意義之母音來演唱，四聲部使用之母音分別為-「o」、「e」、「a」、「i」，由低漸漸上升，一直唱到最高音域的和諧音。據研究，歌聲一開始，只有四部合音（mabungbung、maidadu、mandaza以及mahosngas），但是透過加強胸腔共鳴並拉開後口腔的方式，強化基音聲部以上的泛音，耳朵敏銳的人可以聽到五度泛音，當獻唱群的聲音尚未到達自然泛音大三和弦的位置時，在聲譜儀分析中，就可以看到八部的效果。

## 文化意義
在每年1月至3月，正逢小米收獲的季節才出現。為了祈求小米能夠豐收，布農族社裡的男子圍成一圈，一起合唱「祈禱小米豐收歌」，以美妙的和聲娛悅天神，同時也依此判斷當年小米之收成。族人相信，歌聲越好天神越高興，今年的小米就會結實累累。因此，每一個人都以虔敬的心情唱著。
祈禱小米豐收歌在許多有布農族分布之處擁有，從北的南投縣仁愛鄉，往南到高雄市那瑪夏區，在台灣東部也有，不過會使用這首祭歌的部落並不多見。僅流傳於布農族巒社群(takbanuaz)和郡社群(isbukun)，其他三個位較偏北的社群-丹社、卡社及卓社，不但沒有聽說過這首曲子也不會演唱這首稱為pasibutbut的樂曲。
要能達成多聲部重疊的自然泛音現象「八部音合唱」美學要求，需要適當選擇母音的發聲系統及運用喉音式的單口腔技巧的，只有少數幾個部落有此能力，想以增加演唱者人數，「人多勢眾」來滿足虛幻之聲響知覺」(perception acoustique)，若無法滿足產生多聲部疊置，人多勢眾也只是枉然。目前南投縣信義鄉境的明德部落，其過去被稱做Naifubo，乃巒社群與郡社群混居之布農族部落，是現今能演唱pasibutbut的布農部落中，距離其布農祖先最早原居地(asang deigang)最接近的部落。明德部落於布農歌謠的傳承，其口傳演唱模式之穩定性，在演唱 pasibutbut時，較其他布農族人更符合複音進行的演唱模式與傳說。

## 起源傳說
| 類型       | 見聞       | 部落        | 傳說:392-397。                                                                  |
| ---------- | ---------- | ----------- | ------------------------------------------------------------------------------- |
| 巨木與野蜂 | 空木、蜂鳴 | 郡社群      | 族人狩獵時，聽見空木與野蜂共鳴，為此效仿其音:02。                               |
| 瀑布       | 瀑布迴聲   | 郡社群      | 族人於狩獵時聽見其聲，認為此聲即為利加甯（Dihanin）的祝福，為保留祝福故而模仿。 |
| 松竹       | 松樹、竹林 | 巒社群      | 族人行走途中坐下休息時所聽見，並從而創造。                                      |
| 振翅       | 鳥翅 蜂翅  | 巒社群 未知 | 族人於收割農作時聽見其音，故而學習:68。 族人於樹洞中所聽見，並向其學習。        |
| 溪流       | 水流潺湲   | 未知        | 一對男女失足落入水中溺斃，自此便有了流水聲，族人覺得此聲好聽，為此向河流學習。  |

## 外部連結
- YouTube上的《pasibutbut 2004 八部音合唱 祈禱小米豐收歌-信義鄉明德部落LILEH之聲合唱團》
- 信義鄉明德部落祈禱小米豐收歌 （页面存档备份，存于），呂炳川錄製，臺灣音樂館典藏
- 信義鄉羅娜村祈禱小米豐收歌 （页面存档备份，存于），呂炳川錄製，臺灣音樂館典藏
- 布農族八部合音(pasibutbut祈禱小米豐收歌)[永久] 文化建設委員會文化資產總管理處籌備處
- 布農族歌謠類型[永久] 臺灣原住民族文化知識網
- 祈禱小米豐收歌 （页面存档备份，存于） 台灣原住民族歷史語言文化大辭典.